# Ust'-Kujga
Ust'-Kujga (in lingua russa Усть-Куйга) è un insediamento di tipo urbano dell'Ust'-Janskij ulus, nella  Sacha-Jacuzia, in Russia, e si trova all'interno del Circolo polare artico. Fondato nel 1956, ha avuto il riconoscimento di insediamento urbano  nel 1967. Ust' Kujga ha avuto negli ultimi tredici anni un grandissimo calo di popolazione: nel 2016, 737 abitanti, nel 2002 ne contava 1.568, mentre nel 1989 contava 5.342 abitanti.
È situato a 400 km dal mare di Laptev, sulla riva destra della Jana, e dista 224 km da Deputatskij, il centro amministrativo dell'ulus.

## Infrastrutture e trasporti
Aereo
La località dispone di un aeroporto (Codice ICAO: UEBT; IATA: UKG) con i voli di linea effettuati dalla compagnia aerea russa Polar Airlines da/per l'aeroporto di Jakutsk.